# تنریو، ناگانو
تنریو، ناگانو (به لاتین: Tenryū, Nagano) یک منطقهٔ مسکونی در ژاپن است که در Shimoina District واقع شده‌است. تنریو ۱۰۹٫۴۴ کیلومتر مربع مساحت و ۱٬۳۱۹ نفر جمعیت دارد.